# 加茂啓太郎
加茂 啓太郎（かも けいたろう、1960年3月3日 - ）はソニー・ミュージックエンタテインメント RED制作部所属。東京都出身。

## 略歴
1983年、青山学院大学卒業後、東芝EMI（→EMIミュージック・ジャパン、現ユニバーサルミュージック）に入社。邦楽ディレクター・A&Rとしてちわきまゆみ、サンディー&ザ・サンセッツ、THE WILLARD、村田和人、EARTHSHAKER、原田喧太、THE FUSE、ジャックスの再発等を担当。
1996年にはつぼイノリオの「金太の大冒険」の再発、ベスト・アルバム『あっ超ー』にディレクターとして関わる。
宣伝に移動、発掘育成にも関わる。
1998年より新人発掘担当となり、EMI内に「Great  Hunting」を立ち上げる。
2011年から2012年にかけて、アイドルシーンに目を向けるようになる。2014年に寺嶋由芙のサウンド・プロデュースを手がけ、2015年には女性アイドルグループ・フィロソフィーのダンスを結成。
2015年末を以てユニバーサルミュージックを退社。2016年3月よりソニー・ミュージックエンタテインメントに入社。
2022年よりCIRGO GRINCOのプロデュースを担当。

## 発掘・育成
- ウルフルズ
- 氣志團
- ナンバーガール
- SUPER BUTTER DOG
- Base Ball Bear
- ART-SCHOOL
- フジファブリック
- 相対性理論
- Mrs GREEN APPLE

等

## プロデュース
- クリトリック・リス
- 寺嶋由芙
- フィロソフィーのダンス

## 書籍
- 『ミュージシャンになる方法』青弓社（原著2001年2月26日）。ISBN 978-4787271389。
- 『ミュージシャンになる方法 増補版』青弓社（原著2002年1月15日）。ISBN 978-4787271495。
- 『ミュージシャンになろう!』青弓社（原著2013年8月23日）。ISBN 978-4787273383。